# Diócesis de São João del Rei

Regional CNBB Leste 2.

La diócesis de São João del Rei (en latín: Dioecesis Sancti Ioannis a Rege y en portugués: Diocese de São João del-Rei) es una circunscripción eclesiástica de la Iglesia católica en Brasil. Se trata de una diócesis latina, sufragánea de la arquidiócesis de Juiz de Fora. Desde el 12 de diciembre de 2018 su obispo es José Eudes Campos do Nascimento.

## Referencias

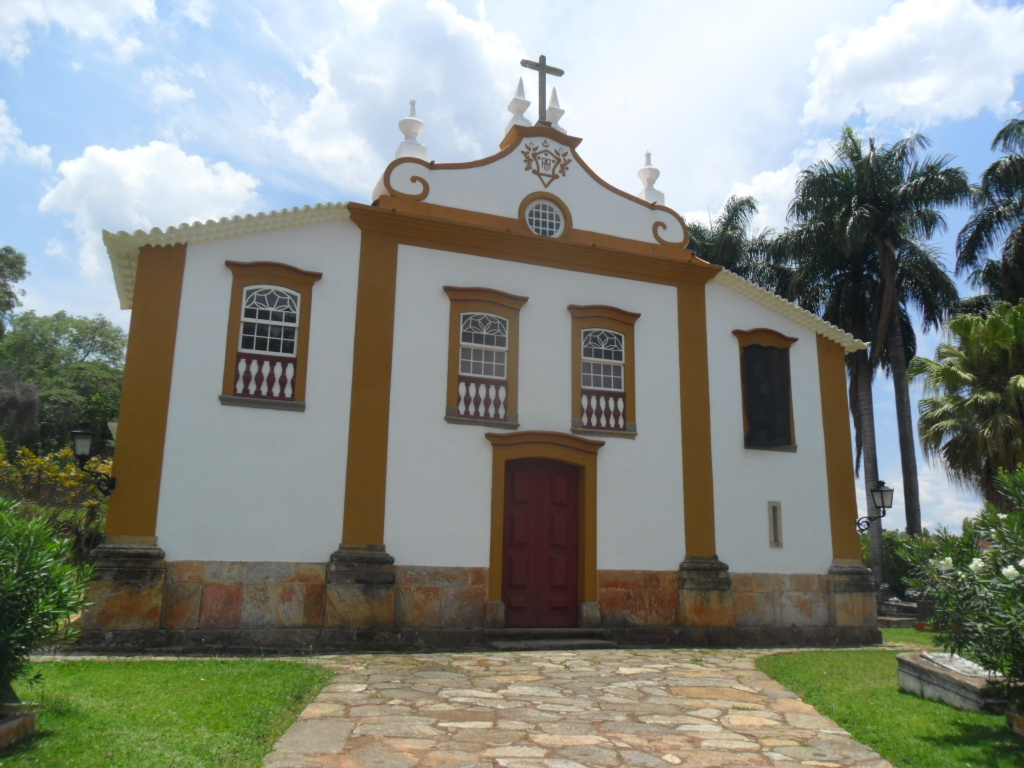
Nossa Senhora das Mercês, Tiradentes.

## Enlaces externos

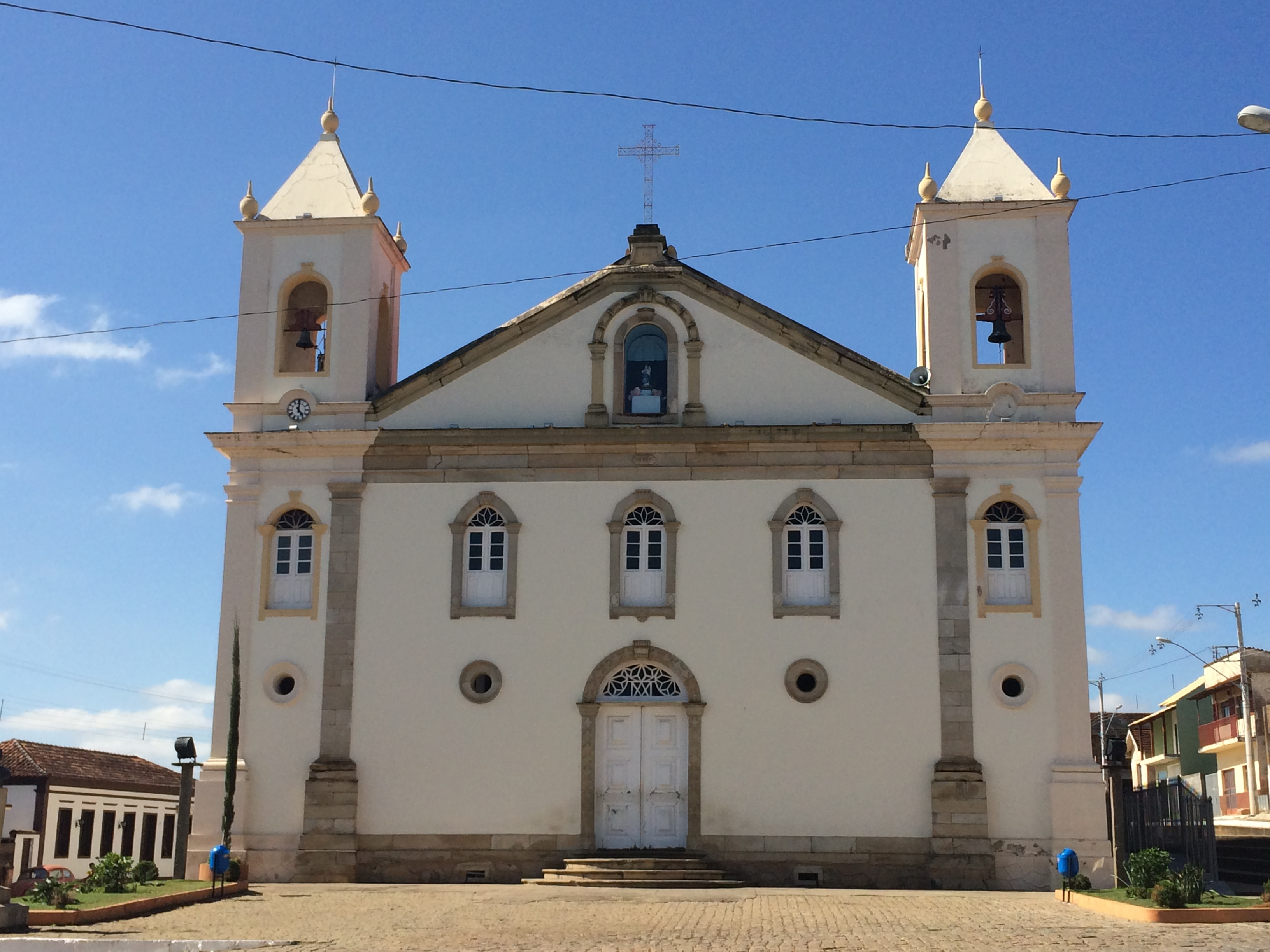
En Nazareno.

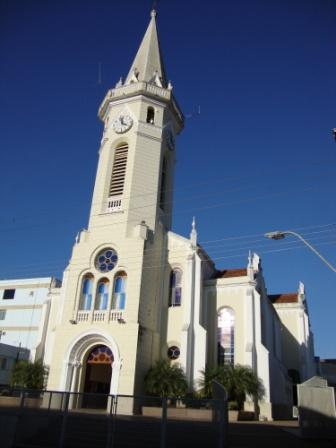
Santana, Lavras.

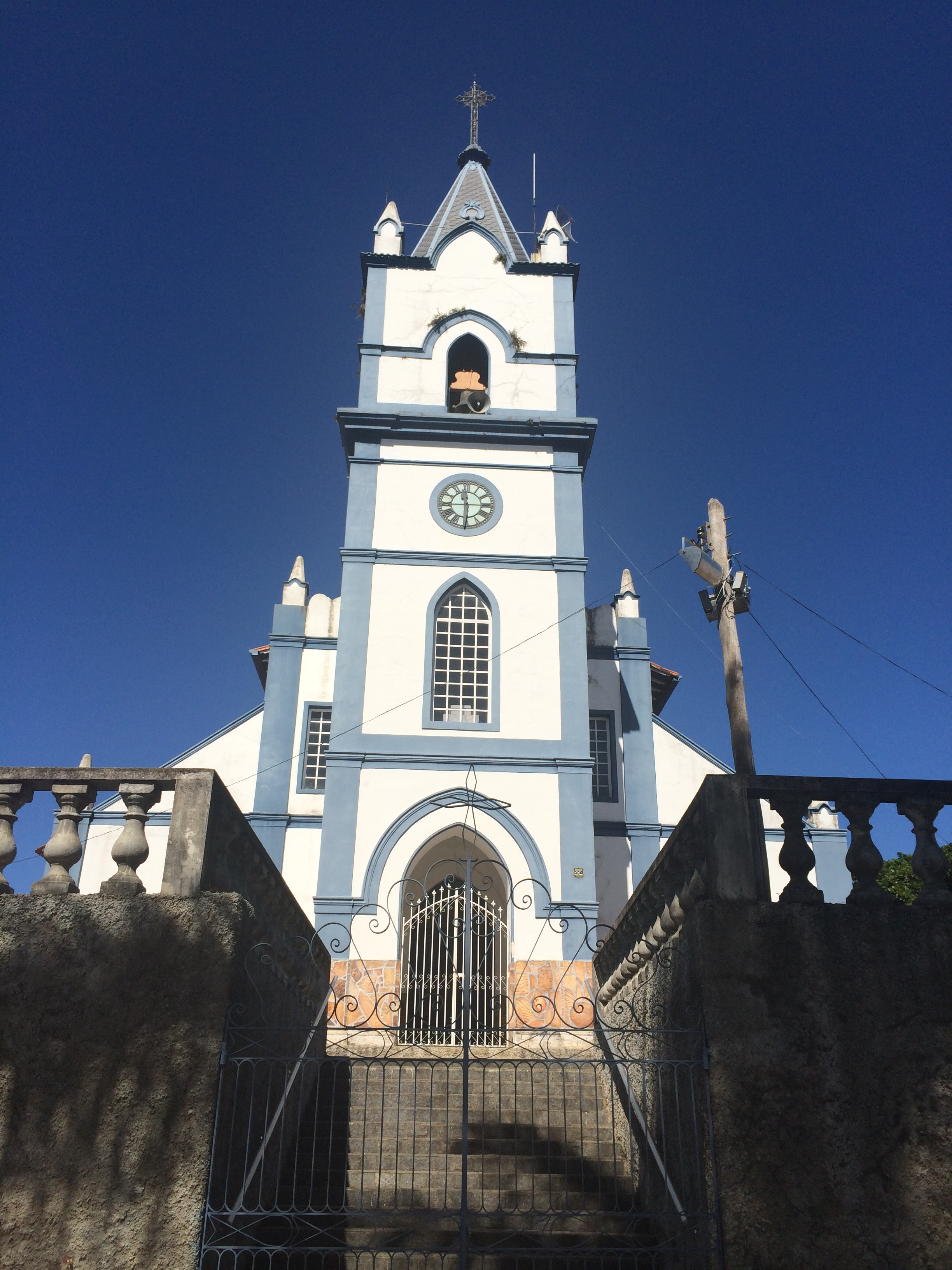
En Ibituruna.

## Territorio y organización
La diócesis tiene 9503 km² y extiende su jurisdicción sobre los fieles católicos de rito latino residentes en 25 municipios del estado de Minas Gerais.
- São João del-Rei
- Andrelândia
- Barroso
- Carrancas
- Conceição da Barra de Minas
- Coronel Xavier Chaves
- Dores de Campos
- Ibituruna

- Ijaci
- Ingaí
- Itumirim
- Itutinga
- Lagoa Dourada
- Lavras
- Luminárias
- Madre de Deus de Minas
- Minduri
- Nazareno
- Piedade do Rio Grande
- Prados
- Resende Costa
- Ritápolis
- Santa Cruz de Minas
- São Vicente de Minas
- Tiradentes.[1]

En 2020 en la diócesis existían 42 parroquias agrupadas en 6 foranías:
- Nossa Senhora do Porto da Eterna Salvação
- Sant'Ana
- Nossa Senhora da Conceição
- Nossa Senhora do Pilar
- Nossa Senhora de Nazaré
- Senhor Bom Jesus do Matosinhos

La sede de la diócesis se encuentra en la ciudad de São João del-Rei, en donde se halla la Catedral Basílica Menor de Nuestra Señora del Pilar.

## Historia
La diócesis fue erigida el 21 de mayo de 1960 con la bula Quandoquidem novae del papa Juan XXIII, obteniendo el territorio de las diócesis de Juiz de Fora (hoy arquidiócesis) y de Campanha y de la arquidiócesis de Mariana, de la cual ella era originalmente sufragánea.
El 14 de abril de 1962 pasó a formar parte de la provincia eclesiástica de la arquidiócesis de Juiz de Fora.
El 28 de octubre de 1964, con la carta apostólica Conditam paucis, el papa Pablo VI proclamó a san Juan Bautista y a la Santísima Virgen María del Pilar como principales patronos de la diócesis.

## Estadísticas

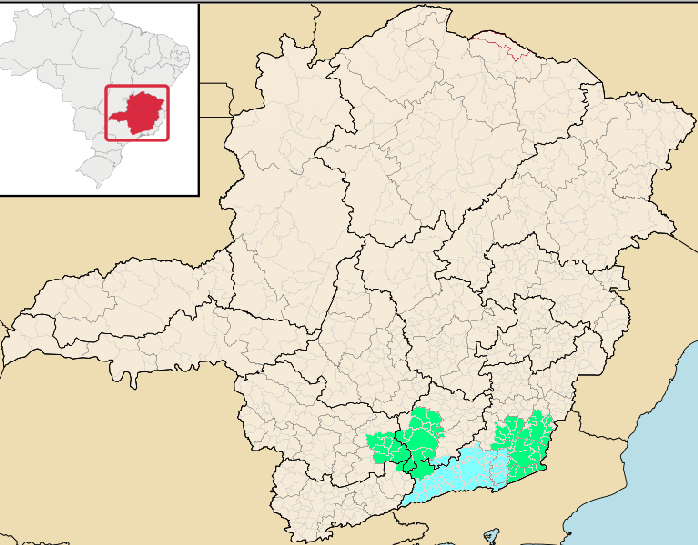
Provincia Eclesiástica de Juiz de Fora.

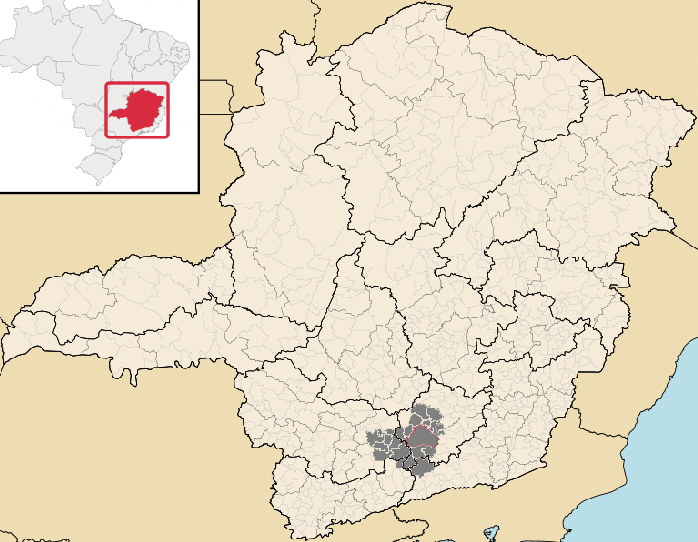
Diócesis de São João del-Rei.

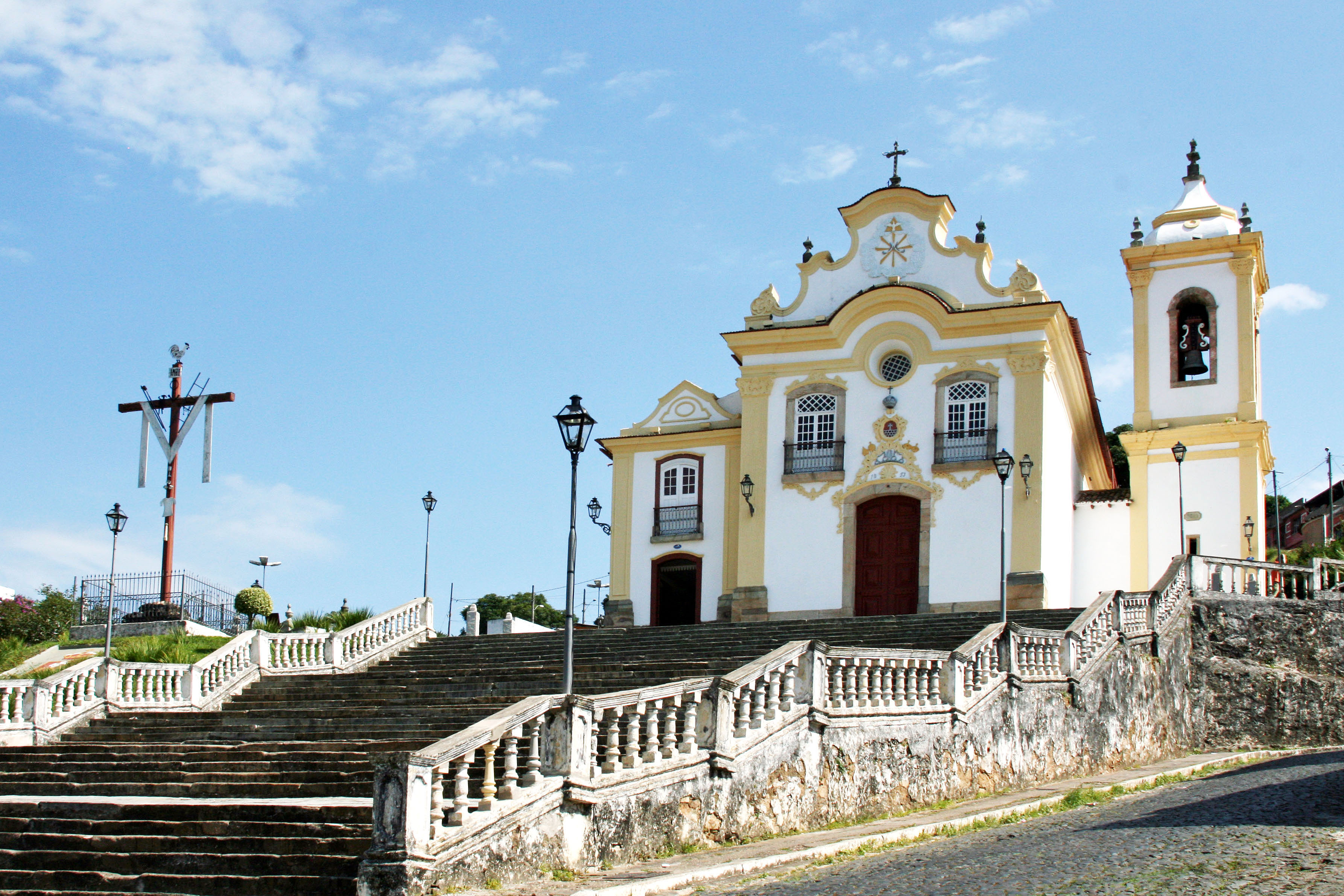
Nossa Senhora das Mercês, São João del-Rei.

Según el Anuario Pontificio 2021 la diócesis tenía a fines de 2020 un total de 522 300 fieles bautizados.
| Año                                                                             | Población            | Población | Población      | Sacerdotes | Sacerdotes    | Sacerdotes    | Bautizados por sacerdote | Diáconos permanentes | Religiosos | Religiosos | Parroquias |
| Año                                                                             | Bautizados católicos | Total     | % de católicos | Total      | Clero secular | Clero regular | Bautizados por sacerdote | Diáconos permanentes | Varones    | Mujeres    | Parroquias |
| ------------------------------------------------------------------------------- | -------------------- | --------- | -------------- | ---------- | ------------- | ------------- | ------------------------ | -------------------- | ---------- | ---------- | ---------- |
| 1966                                                                            | 190 000              | 200 730   | 94.7           | 83         | 34            | 49            | 2289                     |                      | 127        | 138        | 28         |
| 1970                                                                            | 207 504              | 220 000   | 94.3           | 114        | 34            | 80            | 1820                     |                      | 147        | 123        | 30         |
| 1976                                                                            | 237 300              | 238 650   | 99.4           | 66         | 33            | 33            | 3595                     |                      | 78         | 140        | 30         |
| 1980                                                                            | 326 293              | 350 220   | 93.2           | 57         | 30            | 27            | 5724                     |                      | 52         | 115        | 33         |
| 1990                                                                            | 411 000              | 433 000   | 94.9           | 66         | 42            | 24            | 6227                     |                      | 40         | 110        | 32         |
| 1999                                                                            | 449 000              | 499 000   | 90.0           | 63         | 40            | 23            | 7126                     |                      | 23         | 95         | 31         |
| 2000                                                                            | 405 000              | 450 000   | 90.0           | 62         | 39            | 23            | 6532                     |                      | 40         | 95         | 36         |
| 2001                                                                            | 405 000              | 450 000   | 90.0           | 62         | 39            | 23            | 6532                     |                      | 60         | 95         | 36         |
| 2002                                                                            | 468 000              | 520 000   | 90.0           | 58         | 43            | 15            | 8068                     |                      | 16         | 50         | 37         |
| 2003                                                                            | 468 000              | 520 000   | 90.0           | 58         | 43            | 15            | 8068                     |                      | 34         | 50         | 37         |
| 2004                                                                            | 468 000              | 520 000   | 90.0           | 78         | 45            | 33            | 6000                     |                      | 48         | 48         | 38         |
| 2010                                                                            | 475 000              | 557 000   | 85.3           | 70         | 48            | 22            | 6785                     |                      | 55         | 55         | 40         |
| 2014                                                                            | 498 000              | 585 000   | 85.1           | 70         | 50            | 20            | 7114                     | 1                    | 53         | 54         | 40         |
| 2017                                                                            | 510 370              | 599 940   | 85.1           | 70         | 46            | 24            | 7291                     | 2                    | 56         | 50         | 40         |
| 2020                                                                            | 522 300              | 614 000   | 85.1           | 77         | 58            | 19            | 6783                     | 2                    | 67         | 48         | 42         |
| Fuente: Catholic-Hierarchy, que a su vez toma los datos del Anuario Pontificio. |                      |           |                |            |               |               |                          |                      |            |            |            |

## Episcopologio
- Delfim Ribeiro Guedes † (23 de julio de 1960-7 de diciembre de 1983 renunció)
- Antônio Carlos Mesquita † (16 de diciembre de 1983-26 de junio de 1996 renunció)
- Waldemar Chaves de Araújo (26 de junio de 1996-26 de mayo de 2010' retirado)
- Célio de Oliveira Goulart, O.F.M. † (26 de mayo de 2010-19 de enero de 2018 falleció)
- José Eudes Campos do Nascimento, desde el 12 de diciembre de 2018